# Carl von Linde

Principiul de răcire Linde

Carl Paul Gottfried von Linde (n. 11 iunie 1842, Berndorf⁠(d), Regatul Bavariei, Germania – d. 16 noiembrie 1934, München, Germania Nazistă) a fost un inginer german, care a descoperit și perfecționat principiul de funcționare al frigiderului, prin comprimarea și decomprimarea gazelor.

## Viața și opera
După examenul de bacalaureat la gimnaziul din Kempten (Allgäu), care azi îi poartă numele, tânărul Carl începe în anul 1861 studiul la Politehica din Zürich, unde are ca profesori pe Rudolf Clausius, Gustav Zeuner și Franz Reuleaux. În anul 1864, când a terminat studiile, Reuleaux l-a recomandat ca profesor la fabrica de bumbac Kottern din Kempten.  Carl Paul Gottfried a lucrat un timp scurt în funcția de constructor la fabrica de locomotive Krauss.
În anul 1866 s-a căsătorit cu Helene Grimm, cu care a trăit împreună 53 de ani, având cu ea șase copii.
În anul 1868 a fost solicitat de Școala Politehnică din München, und a predat din anul 1872, ca profesor, construcții de mașini. Aici a studiat, printre alții, și Rudolf Diesel inventatorul motorului diesel.
În anul 1871, Carl Paul Gottfried a publicat rezultatul cercetărilor sale cu privire la principiul frigorific. În anul 1876 a apărut a doua generație de mașini de răcire prin decomprimarea gazelor, tehnică ce a fost aplicată pentru răcirea berii.
La 21 iunie 1879, Gottfried renunță la postul de profesor din München și întemeiază o firmă "Gesellschaft für Linde's Eismaschinen AG" care azi se numește Linde AG. O iarnă blândă face să crească necesarul de gheață, care a început să fie produsă de firma lui Linde. Fima sa a început să construiască camere frigorifice pentru berării, abatoare, lăptării, depozite de alimente, etc. Folosind descoperirile lui James Prescott Joule și ale lui Sir William Thomson, Linde a reușit să producă pentru prima oară aer lichid, în anul 1895, fapt ce va permite cercetări la temperaturi scăzute.
În anul 1901 reușește să separe oxigenul din aer prin distilare fracționată, iar în anul 1903 a separat azotul. Carl Paul Gottfried a fost anul 1903 unul din întemeietorii Muzeului german, a devenit membru al Academiei de Științe din Bavaria, iar regele Bavariei Ludwig II i-a acordat titlul nobiliar.
În anul 1910, Linde a renunțat la funcția de director al firmei sale, în favoarea celor doi fii ai săi. Carl von Linde a murit în anul 1934, la vârsta de 92 de ani, și a fost înmormântat în cimitirul Waldfriedhofs din München.